# Баґешвар (округ)
Баґешвар (гінді बागेश्वर जिला, англ. Bageshwar) — округ індійського штату Уттаракханд, частина регіону Кумаон. Його адміністративний центр — місто Баґешвар.
| Індія | Це незавершена стаття з географії Індії. Ви можете допомогти проєкту, виправивши або дописавши її. |